# Noc myśliwego
Noc myśliwego (ang. The Night of the Hunter) – amerykański film z 1955 roku w reżyserii Charlesa Laughtona. Produkcja zalicza się do nurtu Southern Gothic.

## Obsada
- Robert Mitchum jako wielebny Harry Powell
- Shelley Winters jako Willa Harper
- Lillian Gish jako Rachel Cooper
- Billy Chapin jako John Harper
- Sally Jane Bruce jako Pearl Harper
- James Gleason jako wuj "Birdie" Steptoe
- Evelyn Varden jako Icey Spoon, pracownik Willy
- Don Beddoe jako Walt Spoon, mąż Icey
- Peter Graves jako Ben Harper
- Gloria Castillo jako Ruby, jedna z dziewczyn Rachel
- Paul Bryar jako Bart, kat (niewymieniony w czołówce)

## Wyróżnienia
| Rok wyróżnienia | Amerykański Instytut Filmowy                                 | Miejsce                                                             |
| --------------- | ------------------------------------------------------------ | ------------------------------------------------------------------- |
| 2001            | Lista 100 najlepszych amerykańskich thrillerów wszech czasów | 34.                                                                 |
| 2003            | Lista 100 największych bohaterów i złoczyńców wszech czasów  | 29. miejsce wśród złoczyńców Robert Mitchum – wielebny Harry Powell |